# Eugen Oskar Kossmann
Eugen Oskar Kossmann, także Oskar Kossmann (ur. 16 grudnia 1904 w Rudzie-Bugaj, zm. 20 lutego 1998 w Marburgu) – polsko-niemiecki historyk, geograf, naukowiec i dyplomata.

## Życiorys
Pochodził ze społeczności niemieckiej, zamieszkującej Rudę-Bugaj koło Aleksandrowa Łódzkiego. Jego ojcem był Leo Kossmann – nauczyciel, dyrektor niemieckiej szkoły w Łodzi. Oskar Kossmann zdał maturę w łódzkim gimnazjum niemieckim w 1922 r., następnie studiował historię i geografię na uniwersytetach w Tybindze, Krakowie, Warszawie i Wiedniu. Później również uczył geografii w swojej dawnej szkole, gdzie w 1928 r. wraz z 4 innymi nauczycielami odebrano mu licencję nauczycielską – jako powód podano fakt, iż studiował wcześniej na niemieckich uniwersytetach. W związku z utratą pracy, Kossmann przeniósł się do Niemiec. W 1932 r. na Uniwersytecie Krakowskim obronił doktorat Geographie der Stadt Lodz (pol. Geografia miasta Łodzi).
Jako naukowiec pisał liczne publikacje nt. geografii, historii i mieszkańców Łodzi i okolic, szczególnie nt. osadnictwa niemieckiego w Polsce na łamach łódzkiej gazety „Freie Presse”. W latach 20. XX w. publikował w łódzkim „Czasopiśmie Przyrodniczym”. W 1935 r. wśród jego głównych naukowych zainteresowań znalazło się osadnictwo w puszczy łódzkiej w artykule zamieszczonym w „Deutschen wissenschaftlichen Zeitschrift für Polen”. Jednocześnie Kossmann publikował w czasopiśmie „Towarzystwa Historycznego Poznania”, na którego konferencji w maju 1935 r. wygłosił wykład, w którym brała udział liczna grupa uczestników z Berlina, co spowodowało o nim rozgłos w Niemczech. W efekcie w 1936 r. został stypendystą Północno-Wschodnio-Niemieckiego Towarzystwa Naukowego w Berlinie, a także pracownikiem działu publikacji Pruskiego Archiwum Państwowego, uprzednio najpierw składając przysięgę wierności Führerowi. W 1938 r. w Lipsku została opublikowana praca Kossmanna pt. Die deutschrechtliche Siedlung in Polen, dargestellt am Lodzer Raum (pol. Osadnictwo na prawie niemieckim w Polsce ukazane w rejonie łódzkim) przez wydawnictwo S. Hirzel Verlag. Ponadto Kossmann kontynuował publikowanie licznych artykułów na temat osadnictwa i geografii w czasopismach „Jomburg” i „Deutsches Archiv für Landes- und Volksforschung”.
Kossmann uniknął poboru do wojska, w trakcie II wojny światowej pracował w Pruskim Archiwum Państwowym. Został ewakuowany z Berlina wraz z biblioteką archiwum do Coburga. Po II wojnie światowej dzięki znajomości języka polskiego rozpoczął pracę w stuttgarckim Biurze ds. Pokoju, zalążku Ministerstwa Spraw Zagranicznych, w którym rozpoczął pracę w 1949 r. Przez 20 lat był dyplomatą Republiki Federalnej Niemiec, najpierw w Departamencie Wschodnim w Bonn, następnie w Kopenhadze, Wiedniu, a później 1964 r. w Paryżu. W tym okresie nie przestał publikować artykułów naukowych, napisał m.in. w 1950 r. Warum ist Europa so? Eine Deutung aus Raum und Zeit (pol. Dlaczego Europa jest taka? – Interpretacja z czasu i przestrzeni), a w 1966 r. Lodz – eine historisch-geographische Analyse (pol. Łódź – analiza geograficzna). Oskar Kossmann opublikował następnie dwie ważne prace poświęcone polskiej historii społecznej w średniowieczu i interpretacji terminów społeczno-historycznych: w 1971 r. Polen im Mittelalter. Beiträge zur Sozial- und Verfassungsgeschichte (pol. Polska w średniowieczu. Wpływy do historii społecznej i ustrojowej) i Polen im Mittelalter. Staat, Gesellschaft, Wirtschaft im Bannkreis des Westens (pol. Polska w średniowieczu. Państwo, społeczeństwo, gospodarka pod urokiem Zachodu) w 1985 r. Ponadto w związku z odkryciami w archiwach warszawskich wrócił do opisywania tematyki niemieckiego osadnictwa w Polsce. Efektem tej pracy jest książka z 1978 r. Die Deutschen in Polen seit der Reformation. Historisch-geographische Skizzen. Siedlung, Sozialstruktur, Wirtschaft (pol. Niemcy w Polsce od reformacji. Szkice historyczno-geograficzne).

## Ważniejsze publikacje
- Śladami dawnej Łodzi (Auf den Spuren des alten Lodz), 1934.
- Die deutschrechtliche Siedlung in Mittelpolen. Dargestellt am Lodzer Raum, 1938.
- Die Anfänge des Deutschtums im Litzmannstädter Raum. Hauländer und Schwabensiedlungen im östlichen Wartheland, 1942.
- Warum ist Europa so? Eine Deutung aus Raum und Zeit, 1950.
- Lodz – eine historisch-geographische Analyse, 1966.
- Ein Lodzer Heimatbuch. Geschichte und Geschichten aus Stadt und Land, 1967/1995.
- Polen im Mittelalter. Beiträge zur Sozial- und Verfassungsgeschichte, 1971.
- Die Deutschen in Polen seit der Reformation. Historisch-geographische Skizzen. Siedlung, Sozialstruktur, Wirtschaft, 1978.
- Polen im Mittelalter. Staat, Gesellschaft, Wirtschaft im Bannkreis des Westens, 1985.
- Deutsche mitten in Polen. Unsere Vorfahren am Webstuhl der Geschichte, 1985.
- Es begann in Polen. Erinnerungen eines Diplomaten und Ostforschers, 1995.
- Deutsche in Polen. Siedlungsurkunden 16.-19. Jahrhundert, 1996.
- Das Ostdeutsche Jahrtausend, 1997.
- Das neue Polen. Seine Wirtschaft nach dem I. und II. Weltkrieg, 1997[1].